# Szelfi Egyetem
A Szelfi Egyetem egy magyar kisjátékfilm, amelyet 2023. április 1-jén mutattak be az HBO Maxon. A Bánszki Kristóf rendezésében készült film főszereplője Pribelszki Norbert rapper, dalszerző és Nagy Blanka modell, további szerepekben Tóth Andi énekesnő és Varga Izabella, Fröhlich Kristóf, Csoma Judit, Elek Ferenc és Tasnádi Bence színművészek láthatók. Az alkotás 2022-ben a Magyar Mozgókép Díj öt legjobb kisfilmes jelölt közé került.

## Ismertető
A Szelfi Egyetem álompárja, Rómeó (Pribelszki Norbert) és Anabell (Nagy Blanka) az ország legfelkapottabb influenszerei, közös profiljukon csak 12.763 követés hiányzik az egymillióhoz, amely országos rekord. Mozizásuk alatt Anabell furcsa dolgot talál: a popcornos dobozból egy jegygyűrű kerül elő, Rómeó pedig térdre ereszkedik az okostelefonok kereszttüzében. Ők és követőik a felhők fölött járnak, de nem is sejtik, hogy pár óra múlva tökéletes életük igazi rémálommá változik...

## Szereplők
- Anabell – Nagy Blanka
- Rómeó – Pribelszki Norbert
- Vanda – Tóth Andi
- Ábel – Fröhlich Kristóf
- Szebi – Tasnádi Bence
- Rektor asszony – Csoma Judit
- Mártonffy tanárnő – Varga Izabella
- Biztonsági őr – Elek Ferenc
- Bence – Závodi Marcel
- Zsörtölődő néző – Kapácsy Miklós
- Lacika – Mladoniczki Dávid
- Zoé – Burák Dóra

## Dalok
A film zenéjét Závodi Marcel szerezte. Vele kiegészülve a Vandát és Rómeót alakító Tóth Andi és Pribelszki Norbert kifejezetten a filmhez alkották meg az Ez nem szeretett című számot, Pribelszki és Závodi pedig a film másik főcímdalát, a FACE ID-t.
Az Ez nem szeretet videóklipjének premierje a film bemutatójával egy napon, 2023. április 1-jén 15:00-kor volt a YouTube-on.
| Dal             | Előadó                | Szerző                                                        |
| --------------- | --------------------- | ------------------------------------------------------------- |
| Ez nem szeretet | Tóth Andi, PRIBELSZKI | Závodi Marcel, Pribelszki Norbert, Bánszki Kristóf            |
| Face ID         | PRIBELSZKI            | Závodi Marcel, Tóth Andi, Pribelszki Norbert, Bánszki Kristóf |